# アル・マズノウ
アル・マズノウ（カタルーニャ語: El Masnou IPA：[əlˈmazˈnɔw]）は、スペイン・カタルーニャ州バルセロナ県のムニシピオ（基礎自治体）。カタルーニャ州の州都バルセロナの北東クマルカ・ダ・マレズマに属す。

## 地理
地中海のマレズマ海岸に面するマレズマ郡にある。マレズマ郡の中心都市はマタローだが、アル・マズノウはバルセロナとマタローの中間地点にあり、観光地としての側面とバルセロナのベッドタウンとしての側面を併せ持つ。隣接する自治体には、西（バルセロナ寄り）のムンガットと東（マタロー寄り）のプレミアー・ダ・マールがある。地中海に沿ってバルセロナとジローナを結ぶN-2号線、N-2号線に並行するレンフェ（スペイン国鉄）の路線が通っている。

## 歴史
現在の市街地の場所には古代ローマ時代にカル・ロス(Cal Ros)やラス・カブラス(Les Cabres)と呼ばれた集落があり、これらはカタルーニャ地方でもっとも早く形成されたローマ時代の集落のひとつである。

## 産業
アル・マズノウの農業は花卉栽培、特にカーネーション栽培が中心である。工業は織物業が中心であり、その他にはセラミック/ガラス産業や製薬業などがある。

## 施設
自治体中心部にはネオクラシカル様式、ムダルニズマ様式、ノウセンティズマ様式、シンプルな折衷様式など幅広い様式の建物群がある。考古物やカタルーニャ産陶磁器のコレクションを持つ市立博物館があり、また薬学・医学に関する私設博物館もある。

## 人口
| アル・マズノウの人口推移 1900－2014                     |
|                                                         |
| 出典:INE（スペイン国立統計局）1900年 - 1991年、1996年 - |

## 出身人物
チェリストのパブロ・カザルスはタラゴナ県 アル・バンドレイ出身であり、アル・マズノウに居住していたことがある。
- アントーニ・リャンパリャス・アルシーナ（カタルーニャ語版）(1855-1923) : 弁護士・公証人。カタルーニャ主義者連合（スペイン語版）代表。
- フェリックス・オリベル(1856-1932) : ウルグアイ映画（スペイン語版）の先駆者。1874年に一家でウルグアイに渡り、その後マドリードやパリで映写機材を購入し、ウルグアイで初めて映画を撮影した。1901年に自転車競技場で撮影した自転車レースの映画がよく知られている。
- リュイス・ミリェット・イ・パジェース（カタルーニャ語版）(1867-1941) : 音楽家。カタルーニャ聖歌隊（スペイン語版）の創設者。
- ジョルディ・パガンス・イ・ムンサルバッチェ（英語版）(1932-) : 画家。
- パウ・アスターペ・イ・マリスターニ(Pau Estape i Maristani) : アル・マズノウ市長。
- ブルーノ・サルトール(1980-) : サッカー選手。RCDエスパニョールの下部組織出身で、バレンシアCFやイングランドのブライトン・アンド・ホーヴ・アルビオンFCなどに所属。
- リッキー・ルビオ(1990-) : バスケットボール選手。北京五輪銀メダル。2011年からNBAでプレーしている。